# Cindy Lima
Cindy Lima (21 de junho de 1981) é uma ex-basquetebolista profissional espanhola.

## Carreira
Cindy Lima integrou Seleção Espanhola de Basquetebol Feminino em Pequim 2008, terminando na quinta posição.